# سرعة وسطى
السرعة الوسطى هو مفهوم فيزيائي يعبر عن سرعة انتقال جسم ما وسطيا فمثلا إذا انتقلت نقطة مادية على مسار منحني من الوضع ط1 والتي كانت عنده في اللحظة ز1 إلى الموضع ط2 والتي وصلت إليه في اللحظة ز2 تكون سرعتها الوسطية تساوي [ ط2-ط1 ] / [ ز2-ز1 ] أي تكون السرعة الوسطية تساوي حاصل قسمة المسافة بين فاصلة ط1 وط2 والمقصود بالفاصلة بعد ط1 مثلا عن مبدأ ثابت (م) والزمن اللازم للانتقال من ط1 إلى ط2 والذي يمكن حسابه بطرح الزمن اللازم لوصول النقطة من المركز الثابت (م) إلى ط2 من الزمن اللازم لوصول النقطة نفسها من المركز (م) إلى ط1 ومن المؤكد ان ط1 تقع قبل ط2 فالنقطة تمر ب ط1 باتجاه ط2